# 霍赫兰奇山麓布赖特瑙
霍赫兰奇山麓布赖特瑙是奥地利施蒂利亚州穆尔河畔布鲁克县的一个市镇。总面积62.48平方公里，总人口1985人，人口密度31.8人/平方公里（2001年）。